# Renato Kelić
Renato Kelić (* 31. März 1991 in Vinkovci, Jugoslawien) ist ein kroatischer Fußballspieler.

## Karriere

### Verein
Renato Kelić erlernte das Fußballspielen in der Jugendmannschaft von Cibalia Vinkovci in Vinkovci. Seinen ersten Profivertrag unterschrieb er bei Slovan Liberec in Tschechien. Mit dem Verein aus Liberec spielte er in der ersten Liga des Landes, der 1. česká fotbalová liga. 2012 wurde er mit dem Verein Meister. Anfang 2014 wechselte er nach Italien. Hier unterschrieb er einen Vertrag bei Calcio Padova. Nach einem halben Jahr verließ er den Club und schloss sich in Ungarn dem Puskás Akadémia FC an. Mit dem Klub aus Felcsút spielte er in der ersten Liga, der Nemzeti Bajnokság. Nach 51 Erstligaspielen wechselte er im August 2016 nach Rumänien, wo er sich den Erstligisten CS Universitatea Craiova anschloss. Mit dem Verein aus Craiova stand er 2018 im Endspiel des Cupa României. Hier besiegte man im Finale den FC Hermannstadt mit 2:0. Für Universitatea Craiova absolvierte er 90 Erstligaspiele. Anfang 2020 schloss er sich seinem Jugendverein, dem Zweitligisten Cibalia Vinkovci, an. Im Mai 2020 verließ er Europa und wechselte nach Asien. Hier unterschrieb er im Mai 2020 einen Vertrag beim thailändischen Erstligisten Buriram United in Buriram. Nach zwölf Erstligaspielen wechselte er Ende Dezember 2020 auf Leihbasis zum Ligakonkurrenten Chonburi FC. Nach der Saison wurde die Ausleihe um ein Jahr verlängert. Für den Verein aus Chonburi absolvierte er 32 Ligaspiele. Nach der Ausleihe wurde er von Chonburi fest für eine weitere Saison unter Vertrag genommen. Nach 21 Ligaspielen wurde sein Vertrag nach der Saison 2022/23 nicht verlängert. Im Juni 2023 schloss er sich dem ebenfalls in der ersten Liga spielenden BG Pathum United FC an. Nach fünf Erstligaspielen wurde sein Vertrag im Dezember 2023 nicht verlängert. 2024 war er zurück in Kroatien uns schloss sich wieder Cibalia Vinkovci an.

### Nationalmannschaft
Renato Kelić spielte von 2006 bis 2013 in den Juniorenmannschaften U-16, U-17, U-18, U-19, U-20 und U-21 seines Heimatlandes.

## Erfolge
Slovan Liberec
- Tschechischer Meister: 2012

CS Universitatea Craiova
- Rumänischer Pokalsieger: 2018